# San Antonio Stars

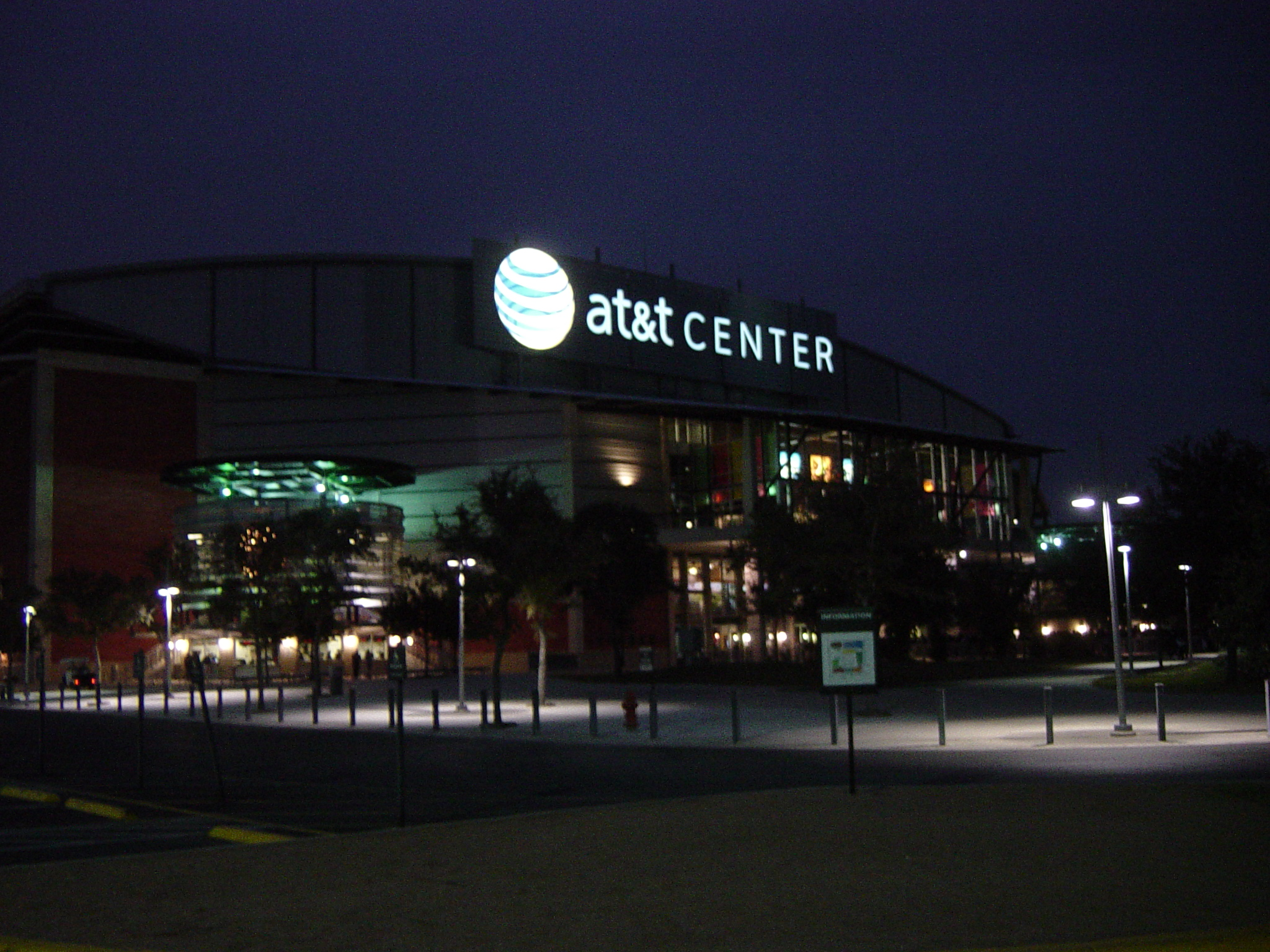
O AT&T Center, a casa dos Silver Stars.

San Antonio Stars foi uma equipe de basquetebol feminina estadunidense baseada em San Antonio, Texas, que jogava na liga Women's National Basketball Association. Fundada em 1998 como Utah Starzz, dividindo a arena de Salt Lake City com o Utah Jazz, em 2003 foi comprado pelo San Antonio Spurs e relocado para o AT&T Center, inicialmente com o nome San Antonio Silver Stars (reduzido a apenas "Stars" em 2014). Sua melhor temporada foi em 2008, quando o Silver Stars foi vice-campeão da WNBA ao perder a final para o Detroit Shock.
Em 2017, o time deixou de existir e a franquia virou o Las Vegas Aces.